# VfL Neckarau
Maillots
Le VfL Neckarau est un club allemand de football basé à Mannheim renommé en 2011, VfL Kurpfalz Mannheim-Neckarau, à la suite d'une fusion.